# Everything’s Archie
| Оценки критиков | Оценки критиков |
| Источник        | Оценка          |
| --------------- | --------------- |
| AllMusic        | [ 1 ]           |

Everything’s Archie — второй студийный альбом вымышленной группы The Archies, выпущенный в 1969 году. Сингл с этого альбома — «Sugar, Sugar» — достиг первого места в американском хит-параде Billboard Hot 100 и разошёлся тиражом в более шести миллионов копий. Сам диск получил статус золотого.

## Об альбоме
Продюсером и автором практически всех песен альбома являлся Джефф Барри. Все мужские вокальные партии исполнил Рон Данте, в то время как за женский вокал отвечала Тони Уайн. Первоначально альбом был выпущен в 1969 году на лейбле Calendar Records и состоял из двенадцати песен. Позднее диск переиздавался на лейблах RCA и Essential Media Group.

## Список композиций
| №  | Название                               | Автор(ы)                | Длительность |
| -- | -------------------------------------- | ----------------------- | ------------ |
| 1. | «Feelin’ So Good (S.K.O.O.B.Y.-D.O.O)» | Энди Ким, Джефф Барри   | 2:56         |
| 2. | «Melody Hill»                          | Марк Баркан, Ричи Адамс | 2:27         |
| 3. | «Rock & Roll Music»                    | Джефф Барри             | 2:34         |
| 4. | «Kissin’»                              | Марк Баркан, Ричи Адамс | 2:27         |
| 5. | «Don’t Touch My Guitar»                | Джефф Барри             | 2:16         |
| 6. | «Circle of Blue»                       | Марк Баркан, Ричи Адамс | 2:17         |

| №  | Название                         | Автор(ы)                | Длительность |
| -- | -------------------------------- | ----------------------- | ------------ |
| 1. | «Sugar, Sugar»                   | Энди Ким, Джефф Барри   | 2:48         |
| 2. | «You Little Angel, You»          | Джефф Барри             | 2:48         |
| 3. | «Bicycles, Rollerskates and You» | Марк Баркан, Ричи Адамс | 2:34         |
| 4. | «Hot Dog»                        | Марк Баркан, Ричи Адамс | 2:19         |
| 5. | «Inside Out-Upside Down»         | Энди Ким, Джефф Барри   | 2:14         |
| 6. | «Love Light»                     | Джефф Барри             | 2:30         |